# Halil (Fluss)
Der Halil-Fluss (persisch هلیل رود Halil-Rud) ist ein Fluss in den Distrikten Dschiroft und Kahnuj der iranischen Provinz Kerman.
Der Fluss entspringt im Hazar-Gebirge in einer Höhe von 3.300 m ungefähr 96 km nordwestlich von Dschiroft und hat eine Länge von 390 km. Saisonal mündet er in den Hamun-See. In der Halil-Flussebene befindet sich der Fundort der bronzezeitlichen Dschiroft-Kultur, die im Jahr 1000 v. Chr. durch eine historische Flut zerstört wurde.

## Weitere Namen
Kharan oder Zar Dascht-Fluss